# Jan Peters (filosoof)
Johannes Arnoldus Jozef "Jan" Peters (Posterholt, 24 juli 1909 - Heiloo, 4 oktober 1961) was een Nederlandse priester en een invloedrijke filosoof in de traditie van het neothomisme.
Hij werd vooral bekend vanwege zijn geschriften over het existentialisme en de metafysica.

## Levensloop
Prof. dr. Peters werd tot priester opgeleid aan de seminaries van de Congregatie der Redemptoristen. Hij voltooide zijn studies aan het Angelicum in Rome en in Leuven.
In Rome promoveerde hij in 1939 op een lijvige dissertatie met als titel: De immanentie van de liefde volgens de wijsbegeerte van Sint Thomas. In 1946 werd Peters benoemd tot hoogleraar in de kennisleer, de natuurlijke godsleer en de metafysica aan de toenmalige Katholieke Universiteit van Nijmegen.

## Filosofie
Als filosoof wordt Peters gerekend tot de aristotelisch-thomistische traditie en was hij een van de 'jongere' leden van de kring van filosofen uit de bloeitijd van het neothomisme in Nederland.
Peters schreef talrijke artikelen en boeken. Zijn belangrijkste werk is Metaphysica, een systematisch overzicht, dat in Engelse vertaling verscheen in de Verenigde Staten.
Belangrijke thema's in zijn werk zijn: de oorsprong van het woord, liefde als godsbewijs en de gelovige als probleem van de wijsgeer.
Hij heeft in geschriften veel kritische aandacht besteed aan de denkrichtingen van zijn tijd, zoals het fenomenologische existentialisme.

## Werken
- 1946 - Liefde
- 1948 - Wijsgerig leven in Nederland in 1947
- 1949 - Défense de la métaphysique
- 1949 - Hedendaags denken en Christelijke geest
- 1950 - Hedendaagse visies op den mens
- 1951 - Wijsgerig leven in Nederland in 1948-1949
- 1951 - Over den oorsprong van het woord
- 1953 - Het hylemorphisme
- 1953 - Het ondeelbaar ogenblik
- 1955 - Wijsgerige notities over het geloven
- 1957 - Metaphysica : een systematisch overzicht
- 1958 - Aristoteles over de tijd
- 1958 - De wetenschapsleer van Prof. van Laer
- 1959 - Het religieuze
- 1959 - De gelovige, hét probleem voor de wijsgeer
- 1961 - Het kunstwerk als verschijnend symbool